# Guatteria subsessilis
Guatteria subsessilis é uma espécie de magnólia. Foi descrito pela primeira vez por Carl Friedrich Philipp von Martius. Guatteria subsessilis pertence ao gênero Guatteria, e à família Annonaceae .  Não existe esse tipo listado.